# Vlková (okres Kežmarok)
Vlková (maďarsky Farkasfalva) je obec na Slovensku v okrese Kežmarok. Obec se nachází mezi Vrbovem a Abrahámovci. Jsou zde dva zámečky a v minulosti se tu vyráběla keramika.
V obci je římskokatolický kostel Zvěstování Panny Marie z roku 1779, ve kterém je gotický oltář. V části Levkovce dodnes stojí bývalý kostel svatého Jana, přestavěný na obytný dům. Jeho počátky mohou sahat až do 13.  století. V místě zvaném Horanské v katastru obce byly archeologickým výzkumem odkryty základy opevněného středověkého kostela.